# Juan José Plans Martínez
Juan José Plans Martínez (Gijón, 28 de febrer de 1943- ibídem, 24 de febrer de 2014) va ser un escriptor, periodista, guionista i locutor de ràdio i televisió espanyol.

## Biografia
Va començar en la premsa amb col·laboracions a El Comercio de Gijón i la premsa provincial d'Oviedo; en 1965 va marxar a Madrid i allí va començar a treballar a Ràdio Nacional d'Espanya. Va ser redactor cap de La Estafeta Literaria i conseller editorial d' El Basilisco i de Nickel Odeón. Va obtenir el Premio Nacional de Teatro, el Premi Nacional de Guió Radiofònic 1972 per Ventana al futuro i un dels Premis Ondas 1982 per España y los españoles, tots dos programes de Ràdio Nacional d'Espanya; va dirigir el Centre Territorial de TVE a Astúries de 1984 a 1988 i també el Festival Internacional de Cinema de Gijón de 1988 a 1995.
En 1979 va escriure, dirigir i realitzar La vuelta al mundo en 80 enigmas a Radio Nacional de España, un programa dedicat al món del misteri amb recreacions de ficció. Va presentar entre 1994 i 2003 els programes radiofònics Sobrenatural i Historias a Radio Nacional de España. Va guanyar també el Premi de les Lletres d'Astúries en el 2010. Va col·laborar en el Suplement cultural de La Nueva España d'Oviedo i va recollir alguns dels seus articles en Puzle 90 i Puzle 91 (1991). De l'associació jovellanista, ha escrit biografies de Gaspar Melchor de Jovellanos i de Alejandro Casona.
Com a escriptor es va especialitzar en el gènere fantàstic i de ficció científica i terror. Va escriure diverses col·leccions de relats curts i va adaptar per a ràdio i televisió diversos clàssics d'aquests gèneres.
La seva obra El juego de los niños va servir de base per la pel·lícula de Narciso Ibáñez Serrador ¿Quién puede matar a un niño?, entre altres adaptacions. Autor de gairebé 40 llibres, figura en més de trenta antologies nacionals i estrangeres, i ha estat traduït al portuguès, polonès, francès, rus i anglès. És pare del dissenyador gràfic Daniel Plans Pérez, de Vanesa Plans Pérez i del pintor Edgar Plans Pérez (n. 1977).
Va morir víctima d'un aneurisma a l'Hospital Universitari de Cabueñes.

## Bibliografía (incompleta)
- Alejandro Casona. Juego biográfico dividido en una raíz y tres árboles (1965 i 1990), biografia d'Alejandro Casona
- Las langostas, 1967
- Crónicas fantásticas, 1968
- La gran coronación, 1968
- Historia de la novela policiaca, 1970
- Los misterios del castillo, 1971
- El cadáver, 1973
- Paraíso Final, 1975
- La literatura de ciencia-ficción, Prensa española - Magisterio español, 1975.
- El juego de los niños, 1976
- Babel Dos, 1979
- De noche, un sábado, 1979
- El último suelo, 1986
- Lobos, 1990
- Puzzle 90, Oviedo: Pentalfa, 1990. Articles.
- Puzzle 91, Oviedo: Pentalfa, 1991. Articles.
- Pasión de Drácula, Nickel Odeón Dos, 1993
- Cuentos crueles, 1995
- Jovellanos, 1996. Biografia de Jovellanos
- La leyenda de Tsobu, 1996, novela
- En busca de Sharon, 1997, novela
- Cromos de películas, Nickel Odeon, 2003.

## Antologies
- Aquelarre. Antología del cuento de terror español actual. Contes d'Alfredo Álamo, Matías Candeira, Santiago Eximeno, Cristina Fernández Cubas, David Jasso, José María Latorre, Alberto López Aroca, Lorenzo Luengo, Ángel Olgoso, Félix Palma, Pilar Pedraza, Juan José Plans, Miguel Puente, Marc R. Soto, Norberto Luis Romero, Care Santos, José Carlos Somoza, José María Tamparillas, David Torres, José Miguel Vilar-Bou i Marian Womack. Salto de Página, Madrid, 2010; edición de Antonio Rómar y Pablo Mazo Agüero). ISBN 978-84-15065-02-9